# Lee Spetner
Lee M. Spetner (in ebraico: לי מרדכי ספטנר; Saint Louis, 17 gennaio 1927 – Gerusalemme, 9 agosto 2024) è stato un fisico e biofisico statunitense naturalizzato israeliano, meglio conosciuto per la sua critica del neodarwinismo.
Nonostante la sua opposizione al neodarwinismo, fu un sostenitore della teoria di una forma di evoluzione non casuale delineata nel suo libro del 1996 Not by chance shattering the modern theory of evolution.

## Biografia
Spetner conseguì un B.Sc. in ingegneria meccanica presso la Washington University nel 1945 e un dottorato di ricerca in fisica presso il MIT nel 1950, dove i suoi relatori della tesi di dottorato furono i fisici Robert Williams e Bruno Rossi.
Spetner continuò i suoi studi presso il Laboratorio di Fisica applicata della Johns Hopkins University tra il 1951 e il 1970, dove lavorò su sistemi lanciamissili. Nel 1970 divenne direttore tecnico della Eljim Ltd., una filiale della Elbit Ltd. a Ness Ziona in Israele, dove fu manager per un periodo di oltre 20 anni. Qui Spetner lavorò su sistemi elettronici militari, tra cui contromisure elettroniche, e un sistema di navigazione elettronica militare. Spetner tenne corsi di meccanica classica, teoria elettromagnetica, teoria della probabilità, e teoria della comunicazione statistica presso varie università, tra le quali la Johns Hopkins University, la Howard University e il Weizmann Institute.

## Critiche al neodarwinismo
Spetner cominciò a nutrire dubbi sulla teoria dell'evoluzione nel 1970 dopo essersi trasferito in Israele. Spetner sviluppò quella che lui chiamò la sua "ipotesi evolutiva non casuale", basata su rapide mutazioni microevolutive (da lui attribuite a una capacità naturale di animali e piante di "rispondere in modo adattivo agli stimoli ambientali") e rigettando la macroevoluzione. Spetner venne descritto come un creazionista ebreo. Nel 1980, in una conferenza di scienziati ebrei, Spetner affermò che l'Archaeopteryx fosse una frode. Spetner continuò il suo attacco contro il neodarwinismo con 2 suoi libri: Not by Chance Shattering the Modern Theory of Evolution e The Evolution Revolution (Why Thinking People are Rethinking the Theory of Evolution). Spetner fu un critico del ruolo delle mutazioni casuali nel neodarwinismo, sostenendo che le mutazioni portino ad una perdita di informazione genetica e che non ci siano prove scientifiche a sostegno della discendenza comune. Fu anche uno dei firmatari della petizione del Discovery Institute A Scientific Dissent from Darwinism.